# 이와지 케이코
이와지 케이코(일본어: 淡路 恵子, 1933년 7월 17일~2014년 1월 11일)는 일본의 배우이다.

## 출연 작품
- 하드 로맨티커(2011)
- 쓰리 포 더 로드(2007)
- 베로니카, 죽기로 결심하다(2005)
- 방심은 금물(2004)
- 이누가미(2001)
- 홍콩 파라다이스(1990)
- 남자는 괴로워 41(1989)
- 다운타운 히로즈(1988)
- 남자는 괴로워 38(1987)
- 화신(1986)
- 요츠야 괴담(1965)
- 야쿠자 군대(1965)
- 추신구라 - 47로닌(1962)
- 여자가 계단을 오를 때(1960)
- 원한의 도곡리 다리(1954)
- 진심(1953)
- 들개(1949)